# Lejos del hombre
Lejos del hombre es el primer álbum de la discografía de la banda de Rock Vanguardia Fake Prophet. Cuenta con 11 canciones, y fue publicado el 27 de febrero de 2012, de forma independiente, siendo vendido a través de la tienda Músicachilena de la Sociedad Chilena del Derecho de Autor, SCD. El título proviene de la abstracción material y social del concepto de ser humano.
Este álbum no cuenta con la participación de Álvaro Pesce (voz, saxofón alto, sintetizador y guitarra) debido a que su reintegración a la banda sucedió meses posteriores al lanzamiento de la placa.
Lejos del hombre fue grabado en Estudios El Profeta bajo el mando de Sebastián Pinilla como ingeniero en sonido.
El arte gráfico del disco fue hecho por el bajista de la banda, Hallerjack Su portada expone una Pintura rupestre donde se aprecia el ataque de un grupo de personas a un ojo de grandes proporciones (Arquetipo de Poder). A un costado, un personaje sostiene un reloj de arena, mientras que del otro lado, un ser con rasgos alienígenas sostiene un huevo entre sus manos. De las cuatro figuras humanas involucradas en el ataque, una de ellas no posee lanza. Las interpretaciones adjudicadas en este punto del arte gráfico, presumen que se buscó representar al Falso Profeta.

## Lista de canciones
Todas las letras escritas por José Albornoz, toda la música compuesta por Fake Prophet. 
| N.º   | Título                       | Letras                                                    | Duración |  |
| 1.    | «Cuerpo»                     |                                                           | 4:29     |  |
| 2.    | «Alma»                       |                                                           | 3:48     |  |
| 3.    | «Palabras Cortadas»          |                                                           | 3:25     |  |
| 4.    | «Entre La Tierra Y El Cielo» |                                                           | 6:11     |  |
| 5.    | «Regreso»                    | Poseía: Elena Nebel/Voz Recitada: Fernando Gonzalez padre | 6:04     |  |
| 6.    | «Idilio»                     |                                                           | 5:06     |  |
| 7.    | «Silencio»                   |                                                           | 4:42     |  |
| 8.    | «Inicios»                    | Voz Recitada: Ignacia Pinilla                             | 4:23     |  |
| 9.    | «Drogas X Violencia»         |                                                           | 3:33     |  |
| 10.   | «Lejos Del Hombre»           |                                                           | 4:16     |  |
| 11.   | «Dios Está Triste»           |                                                           | 4:56     |  |
| 50:49 |                              |                                                           |          |  |